# Llac Razelm
Llac Razelm o llac Razim (en romanès: Limanul Razim, Limanul Razelm) és el nom d'una gran llacuna d'aigua dolça a la vora del mar Negre a Romania, al sud del delta del Danubi i que forma part del seu patrimoni mundial. És el liman més gran de Romania.

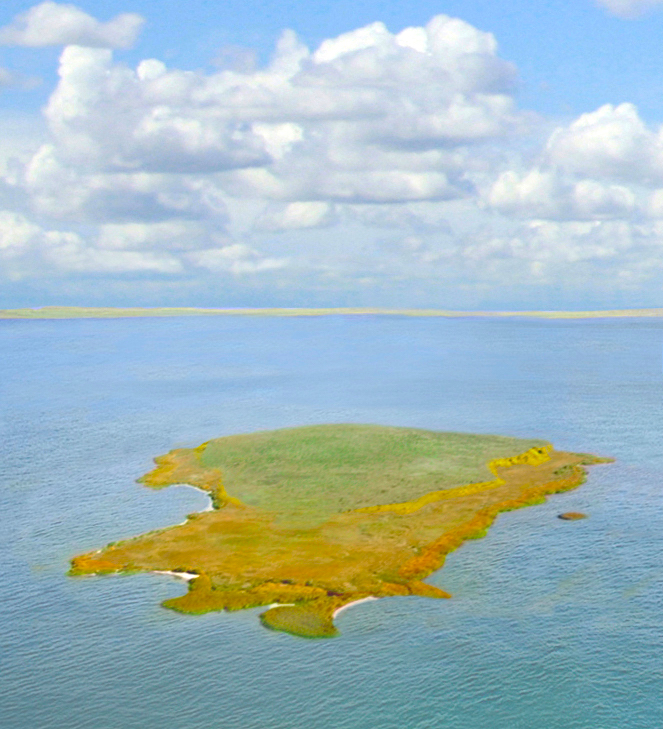
Illa Popina

El nom també s'aplica a vegades a les formes complexes de TI amb diversos altres limens. Aquest complex es pot separar en dos subgrups. El subgrup nord conté Razelm d'aigua dolça i el llac Golovița, que estan connectats per un canal a 3.1 km d'amplada, mentre que el grup sud està format per llacs salats. Tots aquests llacs cobreixen una superfície d'uns 1000 km², dels quals només 400 són l'àrea del llac Razelm.

## Ecologia
Quan el sistema Razelm / Golovița es va tancar del mar a finals dels anys setanta, això va provocar diversos canvis en les condicions ecològiques del sistema, incloent-hi una disminució de la salinitat a gairebé zero, un augment del temps de refresc a més d'un any i episodis d'eutrofització. Tot i aquesta degradació ambiental, el sistema continua sent un hàbitat important. A la dècada de 1960 es van poder trobar tres famílies de zitzànies a Romania. Les dues que queden només es troben a Razelm (tot i que amb densitats reduïdes).
L'illa Popina, a l'extrem nord del llac, és un refugi important per a moltes espècies d'aus i invertebrats. El recent estudi ecològic suggereix que el sistema de la llacuna Razim-Sinoie s'acosta al bon estat ecològic d'acord amb els requisits de la Directiva Marc de l'Aigua.

Disseny de la fortificació romana a l'Insula Bisericutei de Razelm